# Blues britannico
Il blues britannico (traduzione dell'inglese British blues) è un movimento musicale derivato dal blues americano che ebbe origine nei tardi anni cinquanta e che raggiunse l'apice della sua popolarità negli anni sessanta, quando si sviluppò in uno stile distinto e influente dominato dai suoni della chitarra elettrica, e produsse star internazionali in parecchi fautori del genere, che comprendevano i Rolling Stones, Eric Clapton, i Fleetwood Mac e i Led Zeppelin.

## Origini

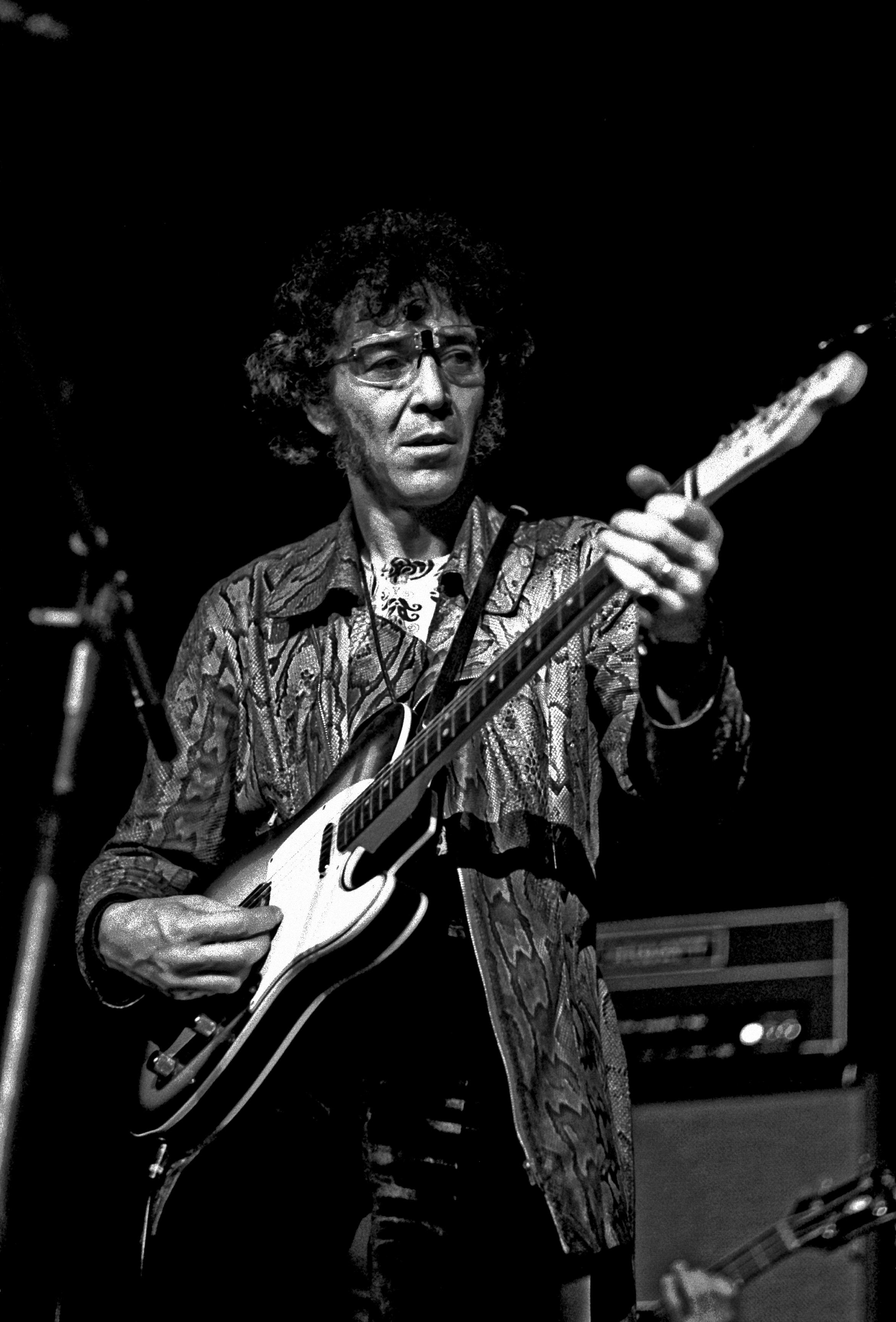
Alexis Korner, spesso definito il padre del blues britannico

Il blues americano venne introdotto in Gran Bretagna sin dagli anni trenta attraverso un certo numero di canali che includevano il trasporto di registrazioni da parte dei militari afro-americani di stanza nell'isola durante la Seconda guerra mondiale e la Guerra fredda, i mercanti che visitavano i porti di Londra, Liverpool, Newcastle upon Tyne e Belfast, o attraverso le importazioni illegali. La musica blues era relativamente conosciuta dai musicisti jazz britannici e dai fan di questo genere, in modo particolare dal lavoro di figure femminili come le cantanti Ma Rainey e Bessie Smith, oltre che attraverso le influenze che il blues aveva dato al boogie-woogie di Jelly Roll Morton e Fats Waller. Dal 1955 alcune delle maggiori case discografiche britanniche come la HMV e la EMI, attraverso la sua sussidiaria Decca Records, iniziarono a distribuire il jazz americano insieme a brani blues in quello che era un mercato emergente. Molti incontrarono il blues per la prima volta attraverso lo skiffle degli anni cinquanta, specialmente nelle canzoni di Lead Belly riproposte da musicisti come Lonnie Donegan. Quando lo skiffle iniziò il suo declino nei tardi anni cinquanta, e il rock and roll britannico iniziò a dominare le classifiche, un certo numero di musicisti skiffle spostarono la propria ricerca verso il puro blues delle origini.
Tra questi vi era il chitarrista ed arpista Cyril Davies, che gestiva il London Skiffle Club presso la Roundhouse a Soho, ed il chitarrista Alexis Korner. Erano entrambi ex membri dell'orchestra jazz di Chris Barber, dove suonavano la sequenza rhythm and blues che Barber aveva introdotto nel suo spettacolo. Barber ebbe il merito dell'aver introdotto, tramite il suo club che fungeva da punto cardine per gli spettacoli di skiffle, i musicisti di folk e di blues statunitense, che ben presto divennero più famosi in Europa che in America. Il primo artista di maggior rilievo fu Big Bill Broonzy, che visitò l’Inghilterra verso la metà degli anni cinquanta, ma che, invece del Chicago blues per cui era conosciuto, in quel periodo suonava un folk blues in perfetta sintonia con le aspettative britanniche, che vedevano nel blues americano una forma di musica folk. Nel 1957 Davies e Korner decisero che il loro interesse principale era il blues e chiusero lo Skiffle Club per riaprire un mese dopo il London Blues and Barrelhouse Club. In questi esordi, il blues britannico era ancora suonato in acustico, imitando gli stili del Delta blues e del country blues e divenendo così parte dell'emergente seconda ondata di folk revival britannico. Punto di svolta del British blues fu l'arrivo di Muddy Waters nel 1958, che inizialmente lasciò il pubblico britannico scioccato dal suo suono elettrico ed amplificato, ma che fu poi acclamato da folle estatiche e da recensioni entusiastiche. Davies e Korner si erano già staccati da Barber, iniziando a suonare un potente blues elettrico che divenne poi modello per il sottogenere, quando formarono i Blues Incorporated.
I Blues Incorporated divennero una sorta di palestra per musicisti di blues britannico con molte adesioni nei tardi anni cinquanta e primi anni sessanta. Tra questi vi furono i futuri Rolling Stones, Keith Richards, Mick Jagger, Charlie Watts e Brian Jones, nonché i fondatori dei Cream, Jack Bruce e Ginger Baker, ed anche Graham Bond e Long John Baldry. I Blues Incorporated divennero poi gruppo residente al Marquee Club, di cui nel 1962 ripresero il nome per il loro primo album di blues “R&B from the Marquee” pubblicato da Decca. Il culmine di questo primo movimento blues arrivò con John Mayall, trasferitosi a Londra nei primi anni sessanta dove formò i Bluesbreakers, gruppo che vantava tra i suoi membri Jack Bruce, Aynsley Dunbar, Eric Clapton, Peter Green e Mick Taylor.

## Rhythm and blues britannico
Mentre alcuni gruppi si concentravano sul blues, in particolare sulle sonorità elettriche del Chicago blues, altri mostrarono un più spiccato interesse verso il rhythm and blues, come dimostrano i lavori di artisti come Muddy Waters e Howlin' Wolf, della Chess Records, ma anche di alcuni pionieri del rock and roll come Chuck Berry e Bo Diddley. Quelli di maggior successo furono i Rolling Stones, che abbandonarono il purismo del blues prima che la formazione si fosse consolidata, e produssero il loro primo album omonimo nel 1964, composto in larga parte di sonorità rhythm and blues. In seguito al successo nazionale e internazionale dei Beatles, i Rolling Stones si affermarono come la seconda band più famosa del Regno Unito, e si unirono all’invasione britannica delle classifiche americane come leader della seconda ondata di gruppi orientati al R&B. Oltre a brani di Chicago blues, i Rolling Stones registrarono cover di canzoni di Chuck Berry e dei Valentinos, come la loro "It's All Over Now”, con la quale ottennero per la prima volta il primo posto in classifica nel Regno Unito nel 1964. Canzoni blues e influenze di questo genere continuarono a far parte della produzione dei Rolling Stones e la loro versione di “Little Red Rooster” raggiunse il primo posto nelle classifiche dei singoli del Regno Unito nel dicembre del 1964.
Altri gruppi londinesi degni di nota sono: i Yardbirds (famosi per aver dato inizio alla carriera di tre grandi chitarristi quali Eric Clapton, Jeff Beck e Jimmy Page), i Kinks, i Manfred Mann e i Pretty Things, oltre ad artisti più influenzati da sonorità jazz come i Graham Bond Organisation, Georgie Fame e Zoot Money. Tra i gruppi destinati ad emergere dalle grandi città britanniche troviamo: gli Animals da Newcastle (con Alan Price alle tastiere e il cantante Eric Burdon), i Moody Blues e gli Spencer Davis Group da Birmingham (questi ultimi noti perché con loro esordì Steve Winwood), e infine gli Them da Belfast (con il loro cantante Van Morrison). Nessuno di questi gruppi suonava solo rhythm and blues, anzi spesso si ispirarono a fonti diverse per comporre i loro brani più famosi, ma quel genere rimase l'essenza dei loro primi album.

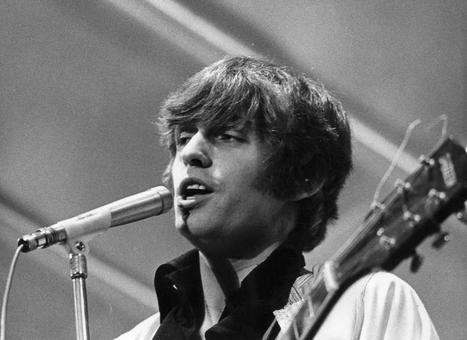
Georgie Fame, uno degli artisti più influenti della scena R&B britannica nel 1968.

La subcultura mod di quegli anni era musicalmente incentrata sul rhythm and blues e sulla musica soul, con brani eseguiti da artisti che invece non si trovavano nei piccoli club londinesi al centro della scena. Come conseguenza un certo numero di gruppi mod emersero a colmare il vuoto. Tra questi troviamo: gli Small Faces, i Creation, gli Action e soprattutto gli Who. Nel materiale promozionale degli esordi, gli Who erano descritti come interpreti del “miglior rhythm and blues”, e solo successivamente, verso il 1966, passarono dal cercare di imitare il R&B americano a comporre canzoni che riflettessero la cultura mod. Molte di queste band raggiunsero un discreto successo in patria, anche a livello nazionale, ma faticarono molto a penetrare nel mercato americano. Solo gli Who riuscirono nell'intento di crearsi un certo seguito oltreoceano, soprattutto dopo le loro partecipazioni ai festival di Monterey (1967) e di Woodstock (1969).
A causa della diversa origine e del diverso contesto, il rhythm and blues suonato da questi gruppi era molto diverso da quello degli artisti americani, caratterizzato infatti da una maggior enfasi sulla chitarra e talvolta da una maggior energia. Spesso le band inglesi sono state criticate per aver semplicemente sfruttato lo sconfinato catalogo musicale afroamericano, ma è stato anche fatto notare che esse contribuirono di fatto a rendere questo genere popolare, diffondendolo in Gran Bretagna, nel mondo e in alcuni casi anche al pubblico americano, concorrendo in questo modo a rafforzare la reputazione degli artisti rhythm and blues sia del presente che del passato. Molti di questi gruppi passarono rapidamente dal suonare e registrare secondo gli standard americani allo scrivere e registrare la propria musica, spesso lasciandosi alle spalle le proprie radici R&B. Questo però permise a molti di sostenere importanti carriere, al contrario di quanto successe con la maggior parte dei gruppi beat della prima ondata dell'invasione che, (con l'importante eccezione dei Beatles), non riuscirono mai a scrivere un proprio repertorio o ad adattarsi ai cambiamenti del clima musicale.

## Il boom del blues britannico

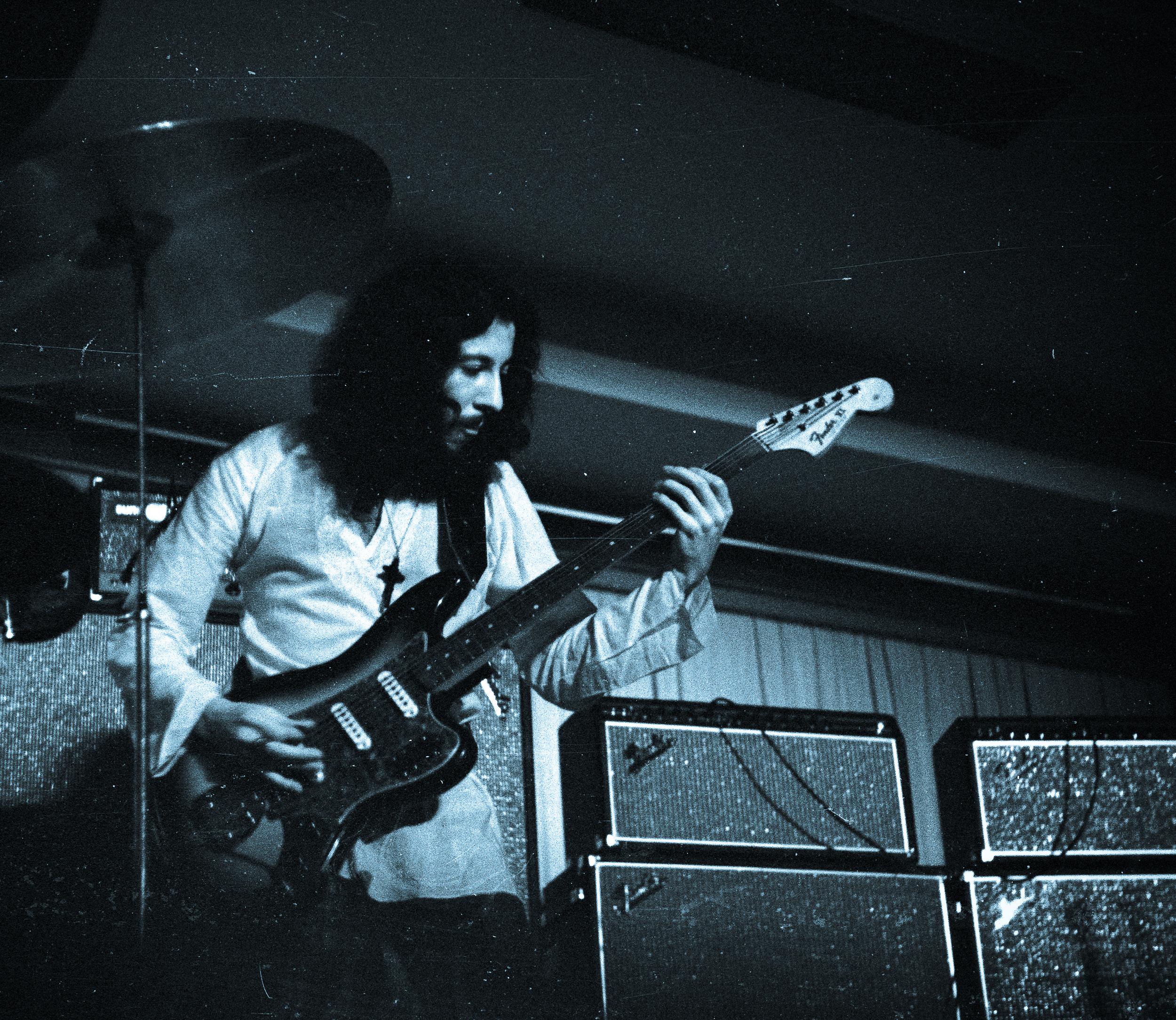
Peter Green con i Fleetwood Mac nel 1970.

Il periodo di grande successo del blues si intersecò, sia cronologicamente che in termini di protagonisti, con la fine della prima e più ampia fase del periodo rhythm and blues, che aveva iniziato a scemare in termini di successo verso la metà degli anni sessanta lasciando dietro di sé un buon numero di musicisti con un’ampia conoscenza delle forme e delle tecniche del blues, i quali avrebbero poi virato verso la ricerca di un blues più puro. I Blues Incorporated e i Mayall's Bluesbreakers erano ben noti nei circuiti jazz e R&B emergenti, ma i Bluesbreakers iniziarono anche ad essere conosciuti a livello nazionale e internazionale, soprattutto dopo l’uscita dell’album Blues Breakers with Eric Clapton, del 1966, considerato un lavoro seminale del blues britannico. Prodotto da Mike Vernon, che più tardi fondò l’etichetta Blue Horizon, questo lavoro si fece notare soprattutto per i suoi ritmi coinvolgenti e per i rapidi lick blues di Clapton, eseguiti con il suono pienamente distorto di una chitarra Gibson Les Paul e di un amplificatore Marshall. Questo tipo di suono divenne un classico per i musicisti di blues britannico (e successivamente anche di rock), e rese chiaro il ruolo di primo piano della chitarra, caratteristica distintiva del sottogenere. Clapton disse: “Ho passato gran parte della mia adolescenza a studiare blues: la sua geografia, la sua cronologia, e anche come suonarlo”. Peter Green diede inizio al cosiddetto “secondo grande periodo del blues britannico”, rimpiazzando Clapton nei Bluesbreakers quando questi lasciò il gruppo per fondare i Cream. Nel 1967, dopo una sola registrazione con i Bluesbreakers, Green, insieme a Mick Fleetwood e John McVie, formò i Fleetwood Mac, prodotti da Mike Vernon con la sua etichetta Blue Horizon. Un fattore chiave nell’ascesa alla popolarità di questo genere nel Regno Unito e in Europa nei primi anni sessanta fu il successo del tour American Folk Blues Festival, organizzato dai promotori tedeschi Horst Lippmann e Fritz Rau.
L’ascesa del blues elettrico e il suo successo di pubblico portarono al declino del blues acustico. Nei primi anni sessanta, i pionieri della chitarra folk Bert Jansch, John Renbourn e in particolare Davy Graham (che lavorò con Korner), suonavano blues, folk e jazz sviluppando uno stile distintivo noto come folk barocco. Il blues britannico acustico continuò a svilupparsi come parte della scena folk, con figure come Ian A. Anderson e la sua Country Blues Band e Al Jones. La maggior parte dei musicisti di blues acustico raggiunsero però uno scarso successo commerciale e, con poche eccezioni, trovarono difficile ottenere alcun riconoscimento anche negli Stati Uniti.

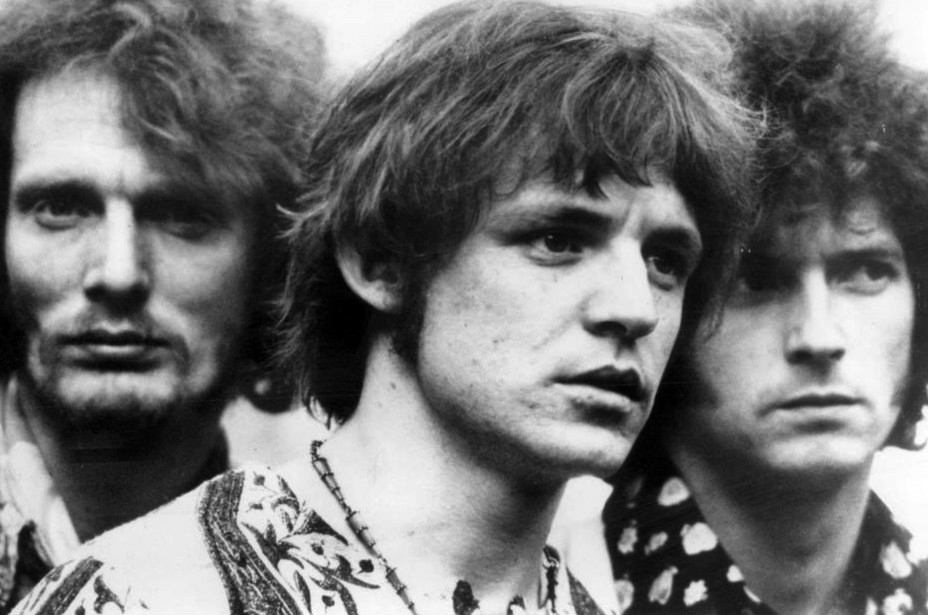
I Cream, uno dei gruppi di maggior successo di quegli anni.

D’altro canto, i gruppi che si formarono attorno al 1967, come i Cream, i Fleetwood Mac, i Ten Years After, i Savoy Brown e i Free, seguirono un percorso diverso, mantenendo un repertorio classico basato sul blues e producendo però anche materiale originale, che spesso si allontanava dalle influenze pop mettendo invece l’accento sulle virtuosità individuali. Il risultato fu chiamato blues rock, e con ogni probabilità segnò l’inizio di quella separazione tra il pop e il rock che contraddistinse poi l’industria per i decenni successivi. I Cream, mettendo insieme i talenti di Clapton, Bruce e Baker, sono spesso considerati come il primo supergruppo, nonché come i primi ad aver sviluppato appieno la formula del power trio. Anche se restarono insieme per poco più di due anni, dal 1966 al 1969, furono comunque molto influenti e fu in questo periodo che Clapton divenne una superstar internazionale. I Fleetwood Mac sono spesso considerati gli autori dei più raffinati lavori del sottogenere, con le loro fantasiose interpretazioni di Chicago blues. Furono anche il gruppo di maggior successo commerciale, con in loro album omonimo di debutto che raggiunse la top five nel Regno Unito all'inizio del 1968, e il pezzo strumentale “Albatross” che raggiunse la numero uno della classifica dei singoli all'inizio del 1969. Secondo Scott Schinder e Andy Schwartz, questo fu “l'apice commerciale del blues britannico”. I Free, con il talento alla chitarra di Paul Kossoff, soprattutto a partire dal loro secondo album eponimo del 1969, produssero una forma ridotta di blues che avrebbe influenzato tutta la produzione successiva di hard rock e heavy metal. I Ten Years After nacquero nel 1967 per iniziativa del chitarrista Alvin Lee, ma raggiunsero il successo solo nel 1968 con il loro album live Udead e la loro partecipazione a Woodstock, negli Stati Uniti, l'anno successivo. Tra le ultime band di british blues ad ottenere un successo commerciale, ci furono i Jethro Tull, formati dall'unione di due gruppi blues nel 1967. Il loro secondo album, Stand Up, raggiunse la posizione numero uno in classifica nel Regno Unito nel 1969.

## Il declino

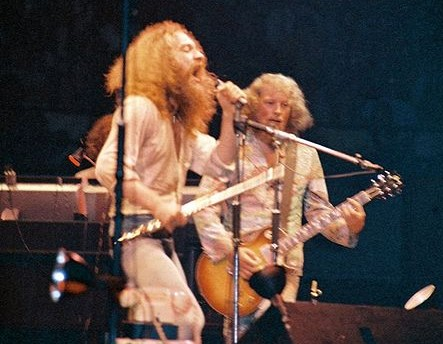
I Jethro Tull nel 1973. Già in quel periodo avevano iniziato ad allontanarsi dalle sonorità blues.

Alla fine degli anni sessanta il blues britannico entrò in una fase di rapido declino. La tendenza dei musicisti e dei vari gruppi fu quella di muoversi verso le nuove aree in espansione della musica rock. Alcuni, come i Jethro Tull, seguirono i Moody Blues lontano dalle strutture metriche a 12 misure e dalle armoniche, muovendosi verso un rock progressivo più complesso e influenzato dai classici. Altri iniziarono a suonare una versione del blues rock più dura, che divenne poi la base dell'hard rock e dell'heavy metal. I Led Zeppelin, fondati dal chitarrista degli Yardbirds Jimmy Page, nei loro primi due album del 1969 unirono heavy blues e rock amplificato per creare ciò che è stato visto come uno spartiacque nello sviluppo dell'hard rock e del nascente heavy metal. Nei lavori successivi avrebbero poi mischiato quegli elementi di folk e di misticismo che sarebbero diventati potenti influenze nello sviluppo dell'heavy metal. I Deep Purple svilupparono un suono che sembrava “spremere e stirare” il blues, e raggiunsero il successo commerciale con il loro quarto album, In Rock del 1970, che è visto come uno degli album di definizione dell'heavy metal. I primi lavori dei Black Sabbath (questo fu il terzo nome del gruppo che iniziò a farsi conoscere come i Polka Truck Blues Band nel 1968) includevano canonici pezzi blues, ma già il loro secondo album Paranoid del 1970 conteneva quegli elementi di occulto che avrebbero largamente definito l'heavy metal moderno. Alcuni, come Korner e Mayall, continuarono a suonare una forma di blues più pura, ma restando sempre ampiamente fuori dai circuiti mainstream. La struttura dei club, dei locali e dei festival che si era evoluta in Gran Bretagna a partire dall'inizio degli anni cinquanta era virtualmente scomparsa negli anni settanta.

## Revival

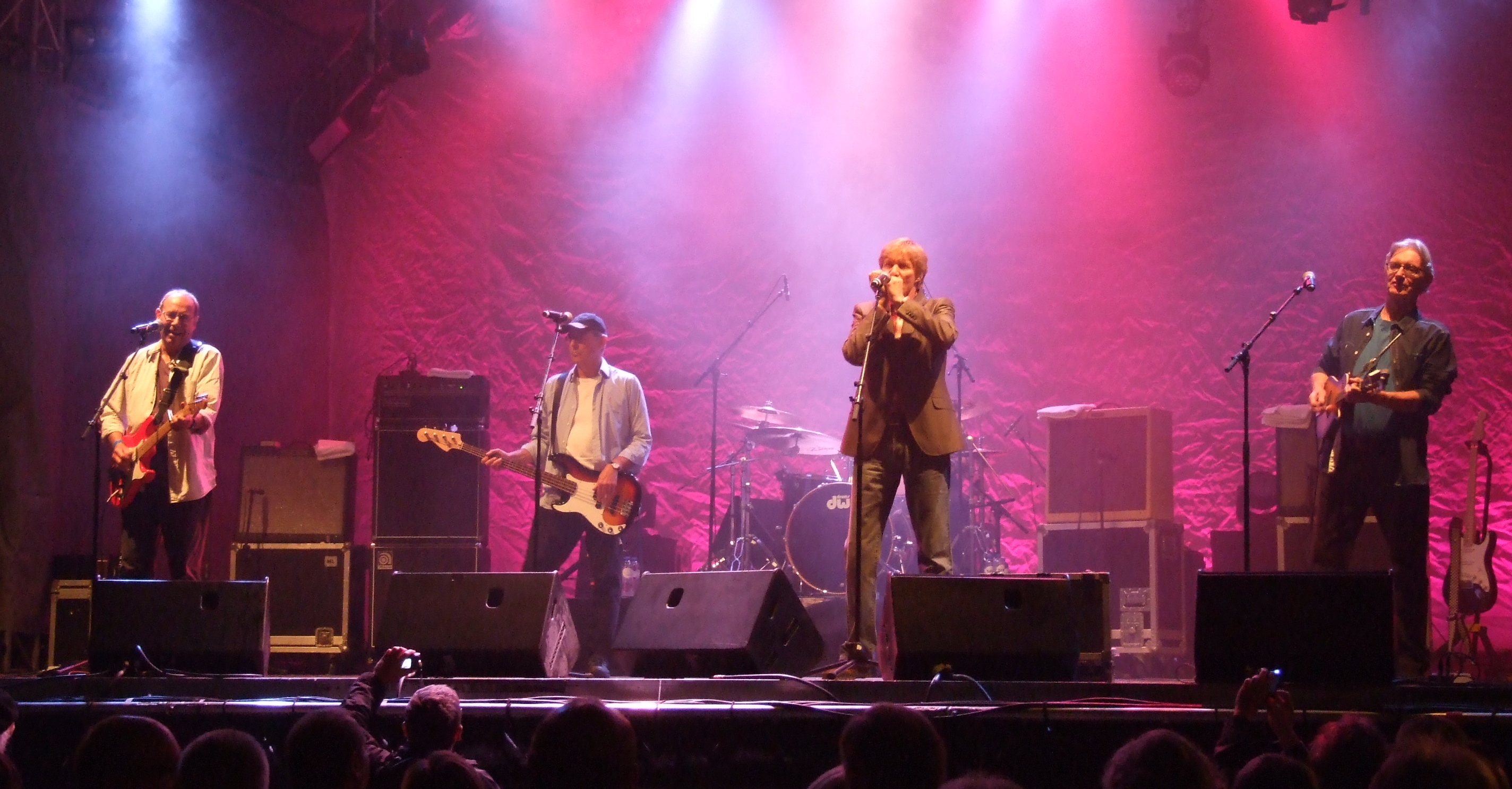
The Blues Band nel 2012.

Anche se fu eclissato dal successo della musica rock, il blues in Gran Bretagna non scomparve del tutto: da un lato i bluesmen americani come John Lee Hooker, Eddie Taylor e Freddie King continuarono ad ottenere consensi, e dall'altro artisti inglesi come Dave Kelly e sua sorella Jo-Ann Kelly contribuirono a mantenere viva la scena del blues acustico nei circuiti del folk britannico. Dave Kelly fu anche il fondatore dei The Blues Band, con gli ex membri dei Manfred Man Paul Jones e Tom McGuinness, a cui si aggiunsero anche Hughie Flint e Gary Fletcher. Ai Blues Band viene accreditato il merito di aver avviato una seconda ondata di successo per il blues in Gran Bretagna, che negli anni novanta si tradusse in numerosi festival in tutto il paese, tra cui The Swanage Blues Festival, The Burnley National Blues Festival, The Gloucester Blues and Heritage Festival e The Great British Rhythm and Blues Festival at Colne. Il ventunesimo secolo ha poi visto un nuovo slancio nell'interesse per il blues in Gran Bretagna, come si deduce anche dal successo di personaggi fino ad allora sconosciuti come Seasick Steve, dal ritorno al blues dei grandi artisti che col blues avevano lanciato le proprie carriere, come Peter Green, Mick Fleetwood, Chris Rea ed Eric Clapton, così come dall'emergere di giovani figure nel panorama musicale, come la vincitrice dei British Blues Awards Dani Wilde, Matt Schofield e Aynsley Lister
.
La tradizione del blues britannico si estende anche al di fuori dei confini della Gran Bretagna. Il chitarrista americano Joe Bonamassa dichiara di essersi ispirato soprattutto ai musicisti di blues britannico degli anni sessanta, e lui stesso si considera parte di questa tradizione, piuttosto che di quella americana.

## L'importanza del genere
Oltre a lanciare la carriera di molti importanti musicisti blues, pop e rock, il british blues ha anche il merito di aver dato origine al blues rock, da cui derivarono poi molti sottogeneri, come il rock psichedelico, il rock progressivo, l'hard rock e non da ultimo l'heavy metal. Il più importante contributo del blues britannico è stato probabilmente quello di riportare in auge il blues americano proprio in America, dove, sull'onda del successo di band come i Rolling Stones e i Fleetwood Mac, il pubblico bianco tornò ad apprezzare bluesmen neri come Muddy Waters, Howlin' Wolf e John Lee Hooker. Il risultato fu una rivalutazione del blues negli Stati Uniti che facilitò l'accesso a questo genere di musica anche agli artisti bianchi, aprendo così le porte al Southern rock e allo sviluppo del Texas Blues da parte di musicisti come Stevie Ray Vaughan.